# 哈利·古纳尔托
哈利·古纳尔托（1954年6月—） 是印度尼西亚研究员、日本立命馆亚洲太平洋大学教授。 他的专业领域包括制造系统计算机网络、计算机编程、信息技术应用以及联合国教科文组织世界遗产的数字保护 。

## 简历
哈利·古纳尔托 1954 年出生于印度尼西亚，在梭罗市长大。 1974年至1978年，他就读于印度尼西亚加扎马达大学物理系。 1982年至1984年就读于威斯康星大学麦迪逊分校，获电气与计算机工程系硕士学位 。 1984年至1988年，他在华盛顿州立大学学习，并于1988年获得计算机工程博士学位 。随后，他在华盛顿州立大学任教，随后又在印度尼西亚、沙特阿拉伯和日本的大学任教 。 1990年至1998年，他在联合国教科文组织支持的里雅斯特国际理论物理中心发展中国家研究所担任研究员 。1999年，他荣获印度尼西亚共和国总统颁发的学术服务奖  。

## 主要著作
- 《飞机控制系统中的汉克尔矩阵问题，波音飞机公司研究报告》 (Hankel matrix problems in aircraft control systems, research report to Boeing Airplane Company)，美国西雅图，1986-1988年（Hary Gunarto 和 Chin S. Hsu，华盛顿州立大学，美国）。
- . 制造工程师协会，加利福尼亚州长滩. 1987  [2024-02-15].
- 《工业 FMS 通信协议》 (An Industrial FMS Communications Protocol)，Hary Gunarto 和 Paul Chiang，第六届国际菲尼克斯计算机和通信年会，美国亚利桑那州斯科茨代尔，1987 年 2 月，第 531 – 535 页。
- . 中西部电路与系统研讨会，纽约市. 1987  [2024-02-15].
- 《印度尼西亚群岛 N-2001 数据高速公路》 ( Indonesian Archipelago N-2001 Data Super Highway)，ICTP/教科文组织和国际电联无线电通信研讨会，意大利的里雅斯特，1998 年 1 月 22 日。
- (PDF). 立命馆语言和文化研究杂志。 卷。 15、第一名。 京都，2003 年 6 月，第 71–76 页。. 2003  [2024-02-15]. （原始内容存档 (PDF)于2023-05-28）.
- (PDF). 立命馆亚洲太平洋大学]. 2007  [2024-02-15]. （原始内容存档 (PDF)于2017-01-16）.
- 《世界文化遗产的数字化保护。》 (Digital preservation of cultural world heritage sites ) 联合国教科文组织 AGORAsia 电话会议的特邀发言人，印度尼西亚雅加达，2011 年 12 月 12 日。
- 《日本文部科学省  研究项目：日语课程支持同步通信技术的设计和实现》 (Research project for Japanese Ministry of Education /Monbusho: Design and implementation of a synchronous communication technology to support Japanese language teaching )，联合研究 2006 – 2009年。
- . 计算与控制论系统杂志, Vol. 13 No. 1. pp. 95-104. 2019  [2024-02-15]. （原始内容存档于2024-06-06）.

## 图书
- . Ann Arbor-Michigan: UMI, 也在 Google 书籍和 Proquest 中. 1998  [2024-02-10]. （原始内容存档于2024-04-27）.
- . Yogyakarta: PPS-UGM. 1993.
- . 日本: 文林堂日本出版公司. 2000. ISBN 4-939095-65-7.
- . 日惹: Andi Publ. 2003  [2024-02-10]. ISBN 9795339818. （原始内容存档于2022-12-04）.
- . 日惹: Andi Publisher. 2004  [2024-02- 10]. ISBN 979-731-257-7. []
- . 新加坡: 科技刊物. 2006  [2024-02-10]. ISBN 978-8183330794.
- . 新加坡: 科技刊物. 2007  [2024-02-10]. ISBN 978-9812141743.
- . 日惹: Tiara Wacana Publication. 2017  [2024-02- 10]. ISBN 978-979-1262-45-3.
- [ 请检查|url=值 (帮助). 德国: LAMBERT. 2019  [2024-02- 10]. ISBN 978-620-0-11872-1.
- . 荷兰: Elsevier. 2024  [2024-02- 10]. ISBN 9780443238147.